# Cadogan-Sundberg-Indolsynthese
Die Cadogan-Sundberg-Indolsynthese ist eine Namensreaktion der organischen Chemie. Die Reaktion wurde von John Ivan George Cadogan (1930–2020) entdeckt und von Richard Jay Sundberg (1938–2021) erweitert.

## Übersichtsreaktion
Bei der Cadogan-Sundberg-Indolsynthese reagiert eine aromatische Nitroverbindung mit Triethylphosphit in einer Cyclisationsreaktion zu Indol.

## Reaktionsmechanismus
Im vorgeschlagenen Reaktionsmechanismus reagiert o-Nitrostyrol (1) zunächst mit Triethylphosphit, wobei das Phosphoratom an dem Stickstoffatom der Nitrogruppe bindet. Durch Abspaltung von Triethylphosphat entsteht N-Hydroxylindol (2), welches erneut mit Triethylphosphit reagiert. Triethylphosphat  wird abgespalten und es entsteht Indol (3).

## Modifikation
Die Cyclisationsreaktion von o-Nitrostyrol wurde verbessert, indem ein auf Nickel oder Selen basierender Metall-Katalysator verwendet wurde.

## Anwendung
Die Cadogan-Sundberg-Indolsynthese lässt sich auch zur Synthese von Indol-Derivaten verwenden.